# Poyrazlar, Adapazarı
Poyrazlar là một xã thuộc quận Adapazarı, tỉnh Sakarya, Thổ Nhĩ Kỳ. Dân số thời điểm năm 2008 là 381 người.